# Jiří Justich
Jiří Jiljí Justich (23. dubna 1876 Častrov – 13. května 1944 Praha) byl český architekt a malíř, jeden z prvních českých představitelů secesní architektury. Za svou kariéru vypracoval celou řadu secesních, novorenesančních či novogotických návrhů staveb na území Čech, především pak v Praze.

## Život
Narodil se v obci Častrov poblíž Pelhřimova v jižních Čechách. Okolo roku 1900 vystudoval architekturu. Působil jako architekt a malíř v Praze a Vídni.
V Praze spolupracovam mj. se zdejšími prestižními staviteli Františkem Buldrou či Matějem Blechou. Realizoval především návrhy městských bytových domů. Jako jeden z prvních českých architektů vytvářel architektonické návrhy pod vlivem secese.
Zemřel 13. května 1944 v Praze.

### Rodinný život
- Bratr Reinhold Justich byl akademický malíř.[3]
- Jiří Justich se okolo roku 1900 oženi s o dva roky let mladší Johannou (1878–?), rozenou Zelenkovou.

## Dílo
- Dřevěná budova panoramatického obrazu Bitva u Lipan Luďka Marolda, Výstaviště Praha (zbořeno 1898)
- Budova záložny, Náchod (1901–1902)
- Nájemní dům čp. 1075/16, Janáčkovo nábřeží, Praha–Smíchov (1903)
- Rohový nájemní dům U dvou malorusek čp. 125/5, ul. Pařížská a Široká, Praha–Staré Město (1905, stavitel M. Blecha)
- Nájemní dům čp. 23, Pařížská, Praha–Staré Město
- Nájemní dům čp. 470/10, Urxova, Praha–Karlín (1905)
- Nájemní dům čp. 205/5, Pařížská, Praha–Staré Město
- Dům u sv. Jiří, Široká 97/11, Pařížská 97/15, Praha-Josefov (1905–1906, stavitel M. Blecha)[4]
- Dům u Dörflerů čp. 391/I, ul. Na příkopě, Praha–Staré Město (1905–1906, stavitel M. Blecha)
- Hotel Palace čp. 12, Panská, Praha (1907–1909, stavitel F. Buldra)
- Hotel Libenský (dříve U krále Jiřího), Poděbrady (1912)
- Přestavba Karpelesova mlýna, Nábřežní čp. 90/16, Praha–Smíchov (1912– 1914)[5]

## Galerie

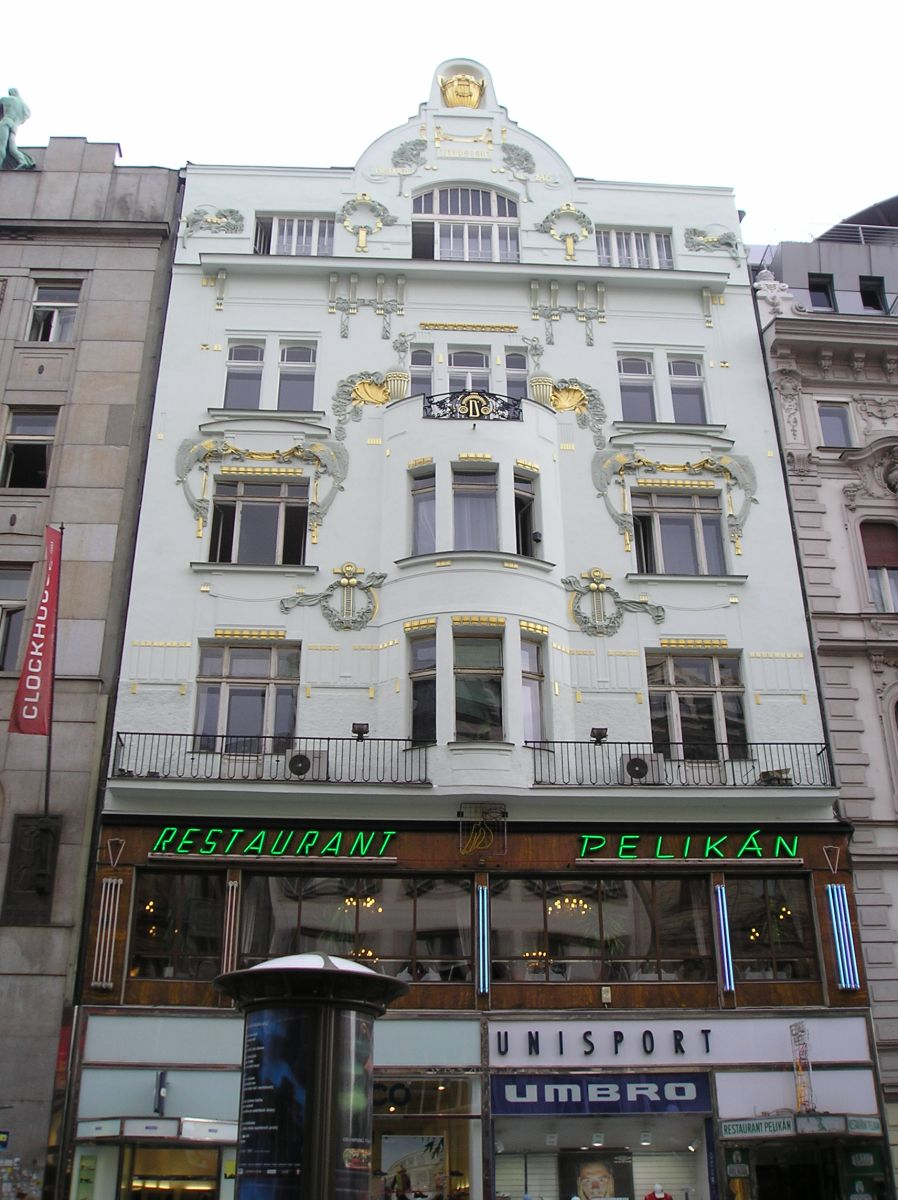
Dům u Dörflerů‎, ulice Na příkopě, Praha-Staré Město
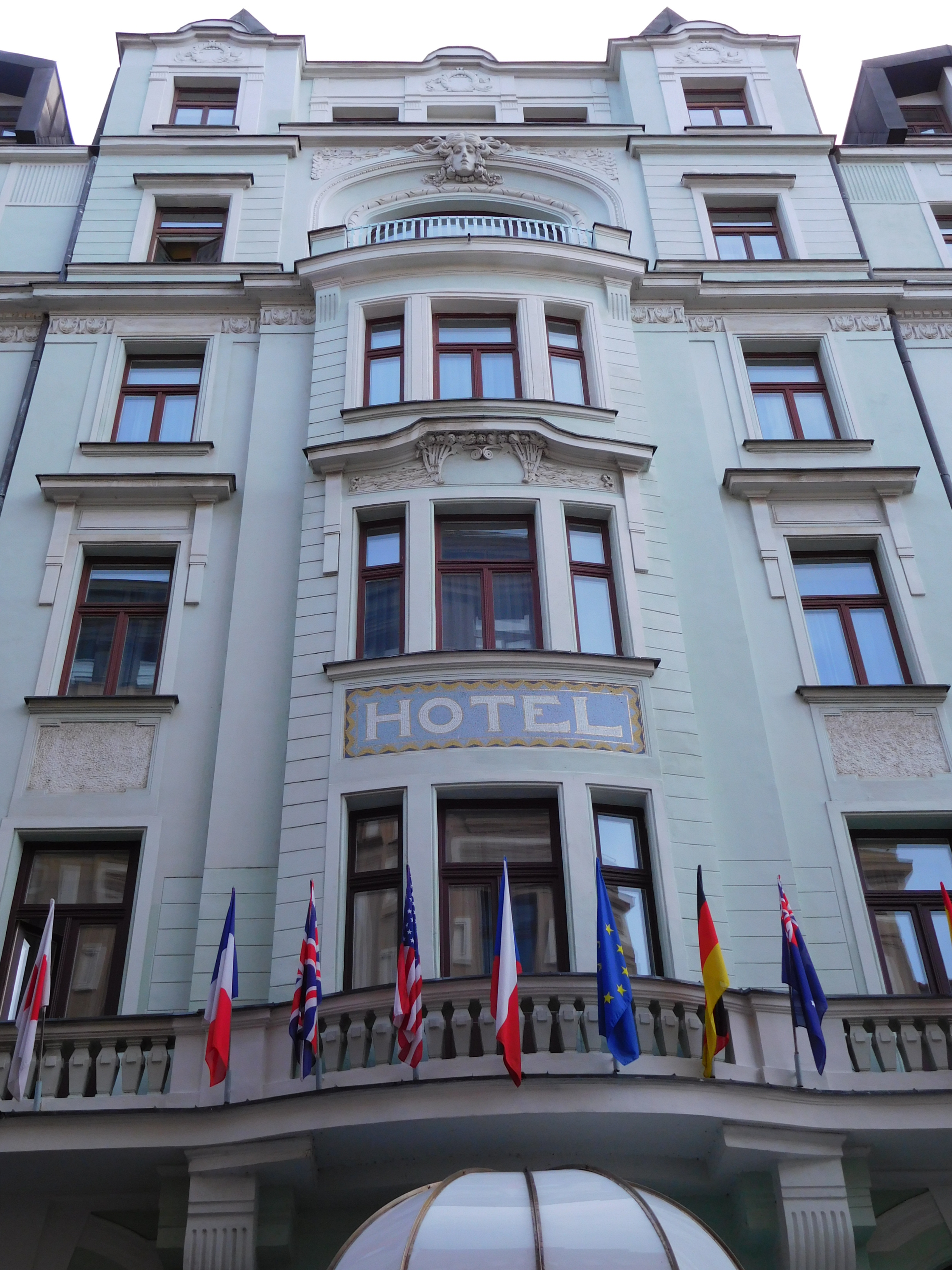
Hotel Palace, Panská, Praha
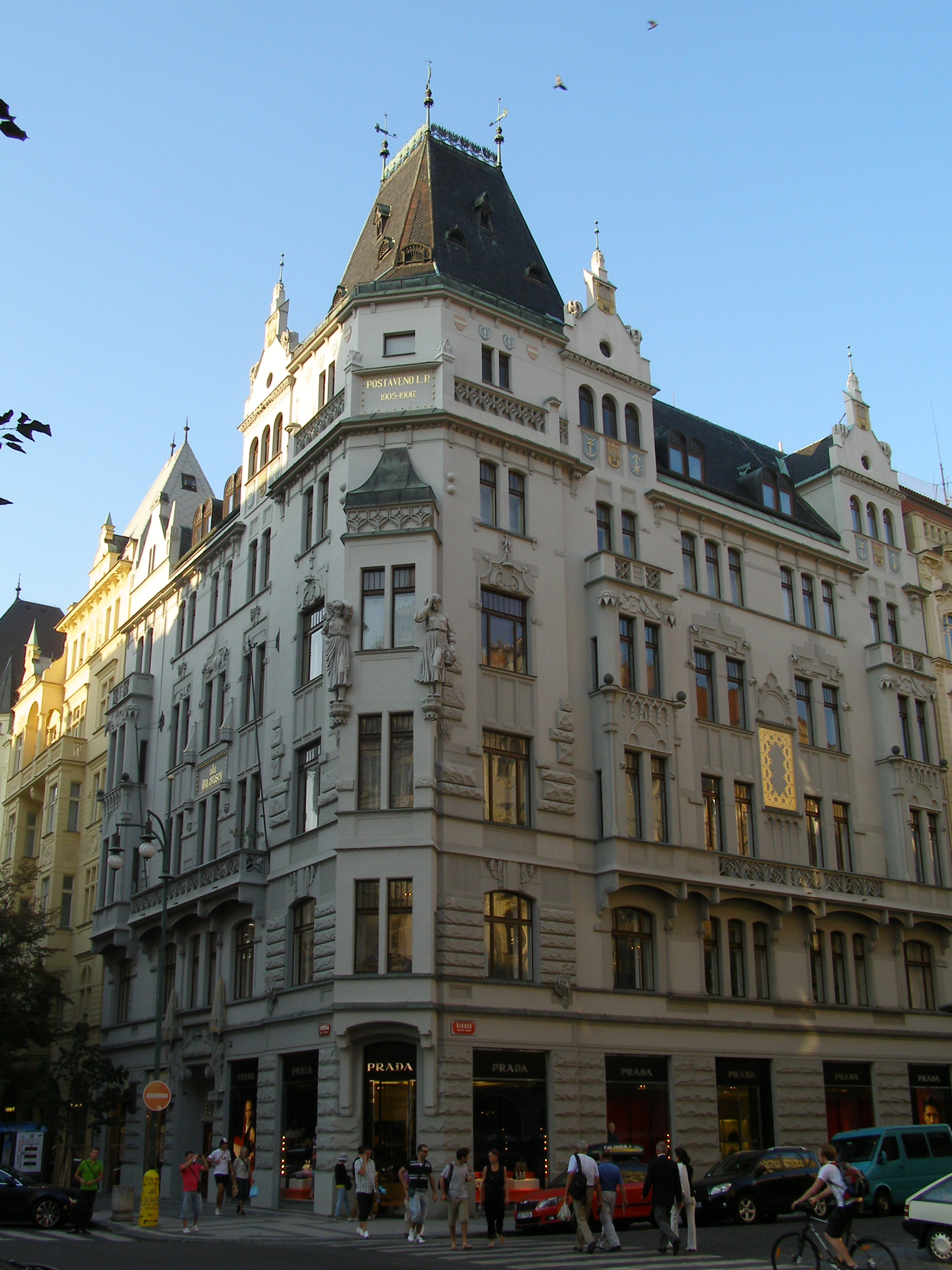
Činžovní dům "U dvou Malorusek" (Josefov), Pařížská 16, Praha-Staré Město
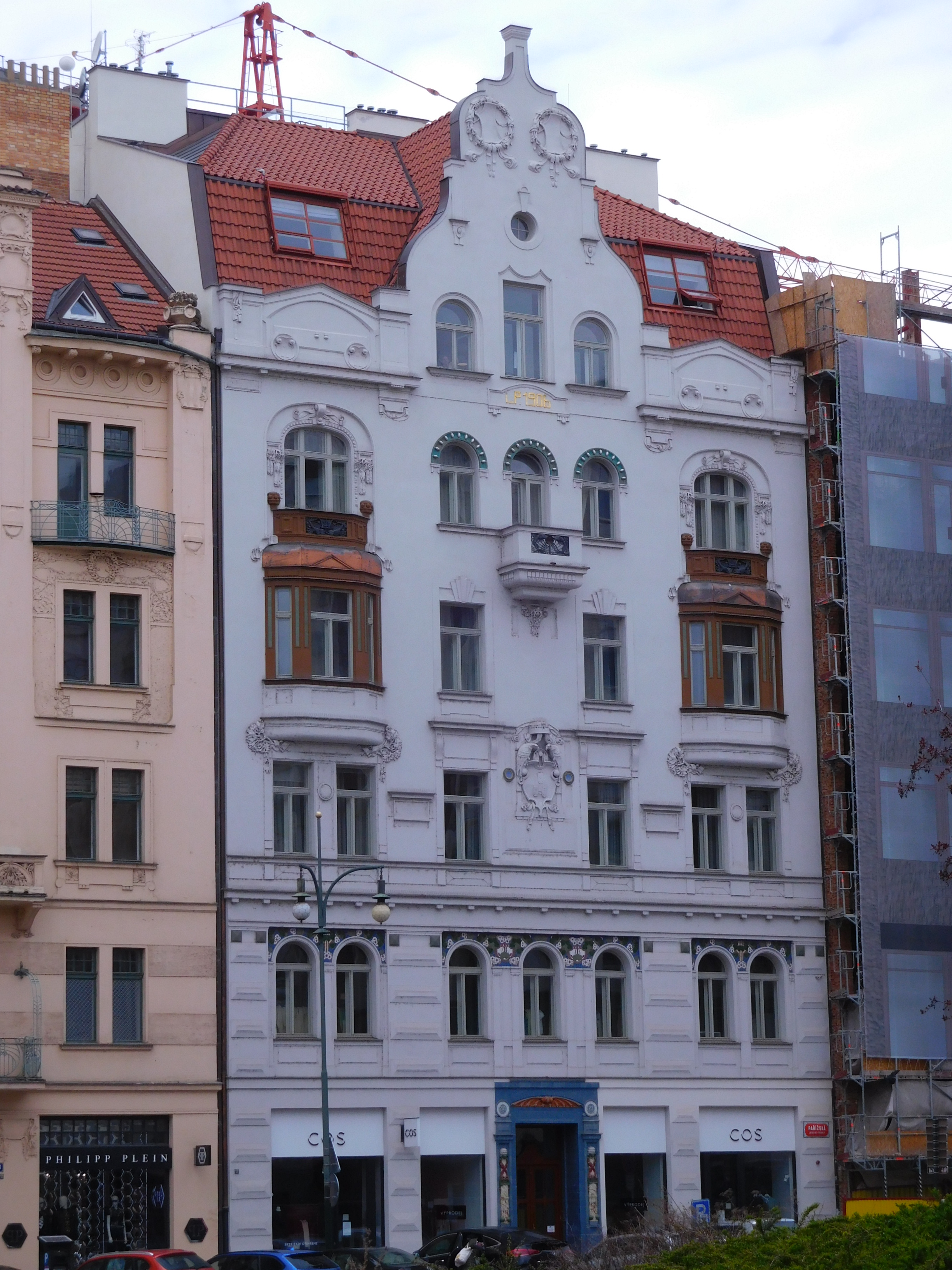
Činžovní dům, Pařížská 23, Praha-Staré Město
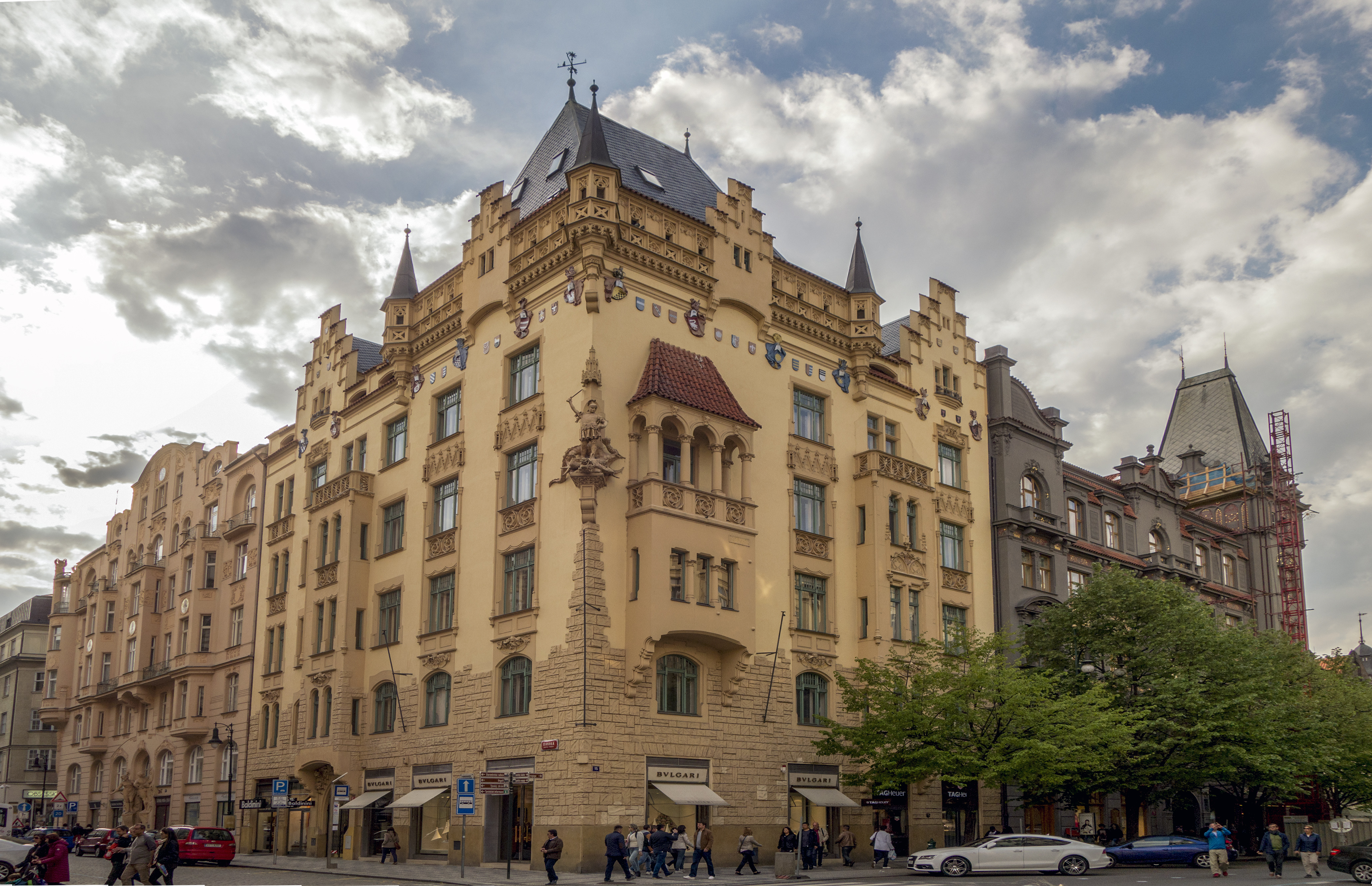
Dům u sv. Jiří, Široká 11/Pařížská 15, Praha-Staré Město
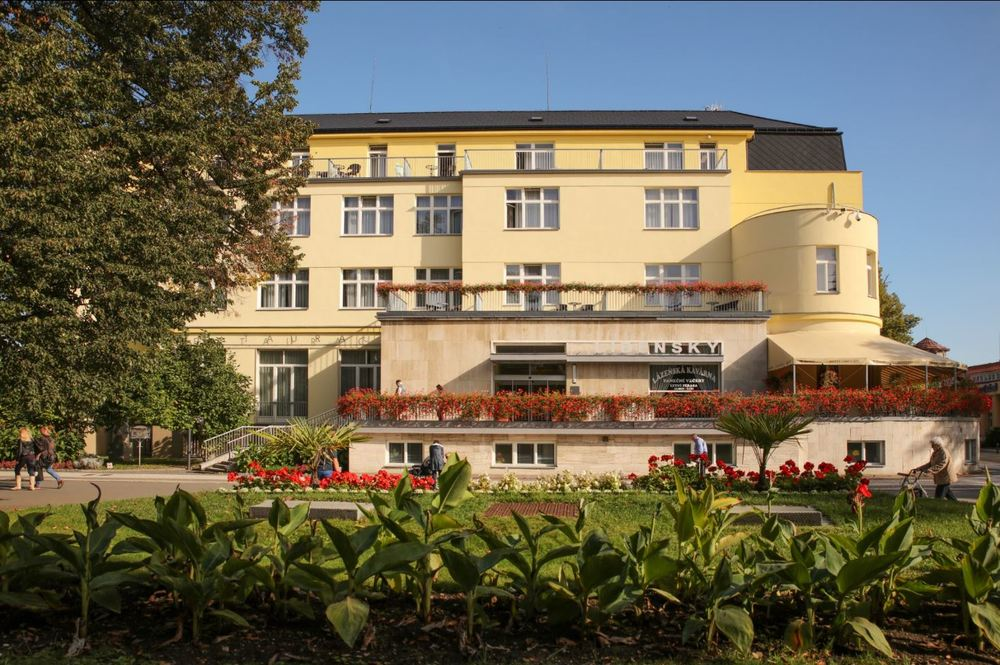
Hotel Libenský, Poděbrady